# Radekhiv
Radekhiv (en ukrainien : Раде́хів ; Radekhov en russe : Радехов ; Radziechów en polonais) est une ville de l'oblast de Lviv, en Ukraine. Sa population s'élevait à 9 600 habitants en 2022.

## Géographie
Radekhiv est située à 68 km au nord-est de Lviv.

## Histoire
La première mention écrite de Radekhiv remonte à 1494. Elle a le statut de ville depuis 1752 au sein du Royaume de Pologne.
Après la première partition de la Pologne (1772), Radekhiv est annexée avec toute la Galicie par la monarchie des Habsbourg, puis l'Empire autrichien. Elle l'est restée jusqu'à l'effondrement de l'Empire austro-hongrois (1918).
En 1880, elle comptait 3 555 habitants, la plupart ukrainiens, avec de petites minorités polonaise et allemande.
À partir du 1er novembre 1918 à mai 1919 elle est placée sous l'administration de la République populaire ukrainienne de l'Ouest, de mai 1919 à 15 mars 1923 sous l'administration polonaise intérimaire, approuvé par la Conférence de paix de Paris, le 26 juin, 1919. La souveraineté polonaise sur le territoire de Galicie orientale des Ambassadeurs est entérinée le 15 mars 1923.
Du 15 mars 1923 au 16 août 1945 (dans la Deuxième République Polonaise), Radekhiv est une commune de la Voïvodie de Ternopil. Elle est occupée le 17 septembre, 1939 par l'Armée rouge, puis le 24 juin 1941 par l'armée allemande à la suite de l'attaque nazie contre l'Union Soviétique, libérée en juillet 1944 avant d'être annexée par l'Union Soviétique le 16 aout 1945.
Durant la période soviétique, Radekhiv est devenue le centre d'un district administratif (raion) et l'est restée depuis l'indépendance ukrainienne en 1991.

## Patrimoine
Radekhiv est devenue au cours des dernières années une destination touristique en raison de ses infrastructures hôtelières et de ses demeures historiques et monuments, essentiellement datant de l'époque autrichienne.
Un monument aux partisans de l'"armée ukrainienne libre" combattant les armées d'occupation soviétique et nazie entre 1939 et 1953 et assassinés par le NKVD a été érigée à Radikhiv depuis l'indépendance.
Près de Radekhiv, se trouvait le domaine (de type latifundia) du comte Stanislaw Badeni, qui comptait 266 prairies, 57 jardins (dont certains sont des prairies), des bois et plusieurs milliers d'hectares de terres cultivées. Une église catholique (de rite romain) fut érigée en 1775 par le comte Jozef Mier et consacrée en 1828. Les Mier érigèrent également un palais dans la ville.

## Population
Recensements (*) ou estimations de la population :
| 1880  | 1939* | 1959* | 1970* | 1979* |
| ----- | ----- | ----- | ----- | ----- |
| 3 555 | 5 400 | 4 791 | 5 654 | 7 135 |

| 1989* | 2001* | 2011  | 2012  | 2013  |
| ----- | ----- | ----- | ----- | ----- |
| 8 663 | 8 230 | 9 463 | 9 563 | 9 600 |

## Transports
Radekhiv se trouve à 79 km de Lviv par le chemin de fer et à 69 km par la route.